# Rhododendron ponticum
Rhododendron ponticum é uma espécie de planta com flor pertencente à família Ericaceae. 
A autoridade científica da espécie é L., tendo sido publicada em Sp. Pl., ed. 2. 1: 562. 1762.

## Portugal
Trata-se de uma espécie presente no território português, nomeadamente os seguintes táxones infraespecíficos:
- Rhododendron ponticum subsp. baeticum - presente em Portugal Continental. Em termos de naturalidade é endémica da Península Ibérica. Não se encontra protegida por legislação portuguesa ou da Comunidade Europeia.